# Batracharta ochreipennis
Batracharta ochreipennis är en fjärilsart som beskrevs av W. Warren 1915. Batracharta ochreipennis ingår i släktet Batracharta och familjen nattflyn. Inga underarter finns listade i Catalogue of Life.